# Restio harveyi
Restio harveyi är en gräsväxtart som beskrevs av Maxwell Tylden Masters. Restio harveyi ingår i släktet Restio och familjen Restionaceae. Inga underarter finns listade i Catalogue of Life.